# Carlos Adlercreutz
Axel Fredrik Carlos Adlercreutz, (Estocolmo, Suecia, 26 de enero de 1890 – Enköping, Suecia, 7 de octubre de 1963) Era un oficial del ejército sueco. A Adlercreutz se le atribuye la formación del Servicio de Seguridad General en 1938 (predecesor del Servicio de Seguridad Sueco) y la agencia de inteligencia C-byrån en 1939.

## Biografía
Adlercreutz era hijo del mayor y conde Carl Adlercreutz y de Jeanna Ewers. Después de completar el bachillerato en Estocolmo, comenzó su formación militar y en 1910 se convirtió en subteniente de la Guardia Real Svea (I 1). Posteriormente, estudió derecho y obtuvo su licenciatura en la Universidad de Estocolmo en 1916. En los años siguientes, continuó su formación militar, incluyendo estudios en la Real Academia Sueca de Ciencias de la Guerra y en la Escuela Superior de Guerra de Francia. Adlercreutz fue ascendido a capitán en 1925 y a oficial del Estado Mayor General al año siguiente. Después de participar en la delegación sueca ante la Sociedad de Naciones (1929–1931), fue nombrado agregado militar en Helsinki (1932–1935), donde fue ascendido a mayor del Estado Mayor General en 1933. De regreso a Suecia, fue destinado al Regimiento de Älvsborg (I 15), donde fue ascendido a teniente coronel en 1936. Ese mismo año, asumió el cargo de jefe del departamento de asuntos exteriores del Estado Mayor de Defensa.
En 1937, Adlercreutz se convirtió en el primer jefe del recién creado departamento de inteligencia del Estado Mayor de Defensa, un puesto que ocupó hasta 1942. Este departamento posteriormente se desarrolló en la Sección II del Estado Mayor de Defensa, y fue él quien estableció las bases para el funcionamiento de los servicios de seguridad militar suecos durante la guerra. Pasó el resto de la Segunda Guerra Mundial en Helsinki como agregado de defensa, a partir de 1939 con rango de coronel. Los últimos años antes de su jubilación los pasó en el Estado Mayor de Defensa. Fue elegido miembro de la Real Academia Sueca de Ciencias de la Guerra en 1944 y permaneció en la reserva del Estado Mayor General hasta 1960.
En 1944, se casó con Louise Lovén (1916–1979), hija del coronel Fredrik Lovén y de la baronesa Elisabet af Ugglas, con quien tuvo dos hijos, Thomas (nacido en 1944) y Gustaf (nacido en 1946). Después de jubilarse, dirigió la finca Brunnsholms, al sur de Enköping. Murió en la parroquia de Enköpings-Näs el 7 de octubre de 1963 y fue enterrado en Norra begravningsplatsen en Estocolmo. 

## Premios y condecoraciones
Premios de Adlercreutz:

### Suecos
- Comandante de la Orden de la Espada
- Caballero de la Orden de la Estrella Polar
- Caballero de la Orden de Vasa
- Medalla de oro de la Liga Sueca de Defensa Civil (Sveriges civilförsvarsförbunds guldmedalj)
- Medalla de plata de la Liga Sueca de Defensa Civil (Sveriges civilförsvarsförbunds silvermedalj)

### Extranjeros
- Comandante de la Orden de Dannebrog
- Primera y Segunda Clase de la Orden de la Cruz de la Libertad con espadas
- Comandante de la Orden de la Rosa Blanca de Finlandia
- Comandante de la Orden de las Tres Estrellas
- Comandante de la Orden de Orange-Nassau con espadas
- Comandante de la Orden de San Olaf
- Comandante de la Orden de Polonia Restituta
- Comandante de la Orden del Águila Alemana
- Oficial de la Legión de Honor
- Comandante de la Orden del Mérito del Reino de Hungría